# Dialecto guayanés
El dialecto guayanés, según Iraset Páez Urdaneta, es «uno de las siete principales variedades lingüísticas del español de Venezuela». Es hablado en la región Guayana (Delta Amacuro, Bolívar y Amazonas), limitando con el territorio del Esequibo. El contacto con otros idiomas, como el portugués, inglés, patois e indígenas han influenciado en el léxico y ciertas particularidades fonéticas y sintácticas.

## Gramática
1. Sufijo -ero en sustantivos colectivos: (muchachero).
2. Diminutivos -ito e -ico: (papelito, pelotica).
3. Posesivos pospuestos: (Ese es el cuarto mío).
4. Forma -nos en el pretérito imperfecto de indicativo: (bebíanos).
5. Empleo de querramos por queramos como presente de subjuntivo, del modo subjuntivo en la apódosis condicional: (Si tuviera valor dejara el empleo).
6. Pretérito perfecto simple para expresar acciones pasadas: (El niño ya se durmió).
7. Perífrasis de conato ir + gerundio: (Nos iba dejando el avión).
8. Pluralización del verbo hacer: (Hacen días que no llueve).
9. Pluralización del verbo haber: (Habían unas casas de ladrillos).
10. De estar por ser: (Cuando yo estaba chiquito).
11. Ser focalizador: (Esto lo compro es para mi familia).
12. En cuanto a la adjetivización de adverbios y cuantificadores destaca el caso de medio (media enferma concordancia femenina), sendo con el significado de «grande» (Le mandaron sendo regalo), demasiado como superlativo (María es demasiado bonita) y un poco de para significar «muchos» (un poco de niños).
13. Uso de los negativos nada como reforzador (No vimos a María nada) y nadie (Nadie estamos armados).
14. Conjunción mas (Quiero ir a ese bonche, mas no sé si iré) y el que galicado (Es en esa casa que vive Luisa).

## Léxico
El Diccionario del habla actual de Venezuela registra términos propios de Guayana, como bembe (‘boca grande, de labios gruesos’), bomba (‘pantano en los caminos’), encujado (‘tejido de palma usado en paredes de cabañas’), pachanguera (‘crisis nerviosa por un disgusto’), palín (‘pala de borde recto y mango largo’), veguero (‘agricultor de orillas de río’) y yaraque (‘bebida alcohólica de yuca amarga’).

### Bolívar
Comparte sustantivos con Sucre y Nueva Esparta, como tarimba (‘cobertizo para redes de pesca’) y escusa (‘cesto para provisiones’), y con Lara y Apure, como tarrabasquiña (‘pelea escandalosa’) y mogote (‘troncos y ramas arrastrados por el río’).
Entre las voces destacan términos relacionados con animales, como volador (‘papagayo’), güire (‘pato oscuro’) y venado locho (‘venado matacán’); utensilios como guayare (‘cesto minero’) y castrola (‘olla deteriorada’); y alimentos como guacharaca (‘infusión de café clara’) y bola de nieve (‘raspado’).
Otros términos reflejan actividades locales: color (‘trocitos de oro en el lavado minero’), chuzo (‘dinero’ o ‘arma rústica’), morichal (‘casa de recreo’), pistero (‘taxi compartido’), taparera (‘jaleo’) y bolón (‘desorden’). Además, el adjetivo ñongo (‘peligroso’, ‘difícil de tratar’ o ‘desconfiado’). También expresiones como saltar la talanquera (‘morir’).

### Amazonas
Destacan nombres de animales autóctonos como cabeza de manteco (‘pez pequeño y amarillo’) y cabezón (‘tortuga de cabeza rojiza’), además de términos botánicos como chiquichiqui (‘palmera de tronco robusto’). También aparecen utensilios como guapa (‘cesta plana para labores domésticas’) y cacure (‘garlito de pesca’). Entre los sustantivos más característicos están pariente (‘indígena’) y el adjetivo peyorativo boliche (‘hombre afeminado’).
De origen indígena se encuentran palabras como hanipa (‘hambre’) y cherekua (‘mujer’), junto a adjetivos como payarita (‘desaliñado’) y sute (‘persona molesta’). En el habla juvenil, destacan expresiones como che mácara (‘mentiroso’), pavito puej (‘chévere’), (si) tú juera ella (comparación), ¡hija no! (sorpresa), ¡jo tú! / ¡jo vale! (sorpresa) y ¡pija pariente! (sorpresa, también usada en Los Llanos y Colombia).

### Delta Amacuro
Se caracteriza por sustantivos como bola de plátano (‘plátano verde asado envuelto en hoja de cambur’), yaruma (‘fruto del moriche’), guarao (‘loro común’), bachaquero (‘hormiga’) y padrejón (‘dolor agudo en la boca del estómago, típico en hombres’).